# Redovnik
Redovnik ili redovnica je osoba koja prakticira religijski asketizam, tj. kondicionizam uma i tijela u korist duha, i to tako što ili živi povučeno i u samoći, ili s bilo kojim brojem istomišljenika dok pri tome uvijek održava određeni stupanj fizičke odvojenosti od onih koji ne dijele isti cilj, tj. svrhu.

## Vanjske poveznice
- Hrvatska biskupska konferencija: Redovništvo
- LZMK / Hrvatska enciklopedija: redovništvo
- LZMK / Hrvatska enciklopedija: crkveni redovi
- LZMK / Hrvatska enciklopedija: ženski redovi i kongregacije